# Carl Junker (Architekt)
Carl Junker (* 18. Juni 1827 in Saubersdorf, Niederösterreich; † 17. Mai 1882 in Wien) war ein österreichischer Ingenieur und Architekt. Zu seinen Bauprojekten zählen unter anderem Schloss Miramare bei Triest und die I. Wiener Hochquellenwasserleitung.

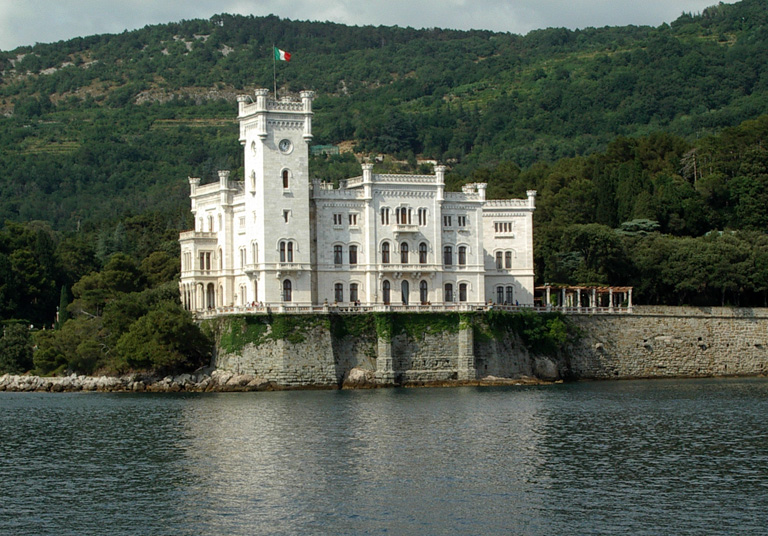
Schloss Miramare bei Triest

## Leben
Carl Junker wurde 1827 als Sohn eines Gutspächters in Saubersdorf in Niederösterreich geboren. Er studierte von 1842 bis 1845 am k.k. Polytechnischen Institut in Wien und wurde Ingenieur. In seiner beruflichen Tätigkeit widmete er sich vorwiegend dem Bau von Aquädukten und Wasserleitungen. 1847 war er bei der Konstruktion des Suezkanals unter Alois Negrelli beteiligt. 1855 übernahm er die Pläne für den Bau des Aquädukts von Aurisina bei Triest. 1856 wurde er von Erzherzog Ferdinand Maximilian von Österreich, dem Bruder von Kaiser Franz Joseph, mit dem Bau von Schloss Miramare in Grignano bei Triest beauftragt. 1860 übernahm er die Bauleitung einer Kirche in Bar im heutigen Montenegro. Für das Projekt wurde er von Papst Pius IX. mit dem Gregoriusorden ausgezeichnet. Zwischen 1860 und 1861 konstruierte er das Aquädukt des Militärarsenals in Pula. 1864 arbeitete er aufgrund seiner Erfahrungen in der Hydrographie an der Kaiser-Franz-Josefs-Hochquellenwasserleitung in Wien. Er war dirigierender Oberingenieur für den Entwurf und bei der Bauführung von den Quellen bis zum Hochbehälter am Rosenhügel im 13. Wiener Gemeindebezirk Hietzing. Für seine Arbeit erhielt Junker von Kaiser Franz-Joseph das Ritterkreuz des Franz-Joseph-Ordens verliehen.

## Bauprojekte
- Schloss Miramare bei Triest (1856–1860)
- Wiener Hochquellenwasserleitung bei Wien (1865)

## Buchveröffentlichungen
- Carl Junker (1873): Die Wasserversorgung der Stadt Wien, in: R. Stadler, Wien
- Carl Junker (1985): Projekt der Zuleitung des Recca Flusses von St. Canzian, Triest